# 5999 Plescia
Az 5999 Plescia (ideiglenes jelöléssel 1987 HA) egy marsközeli kisbolygó. Carolyn Shoemaker,  Eugene Merle Shoemaker fedezte fel 1987. április 23-án.